# Juanes
 (avril 2019).
Si vous disposez d'ouvrages ou d'articles de référence ou si vous connaissez des sites web de qualité traitant du thème abordé ici, merci de compléter l'article en donnant les références utiles à sa vérifiabilité et en les liant à la section « Notes et références ».

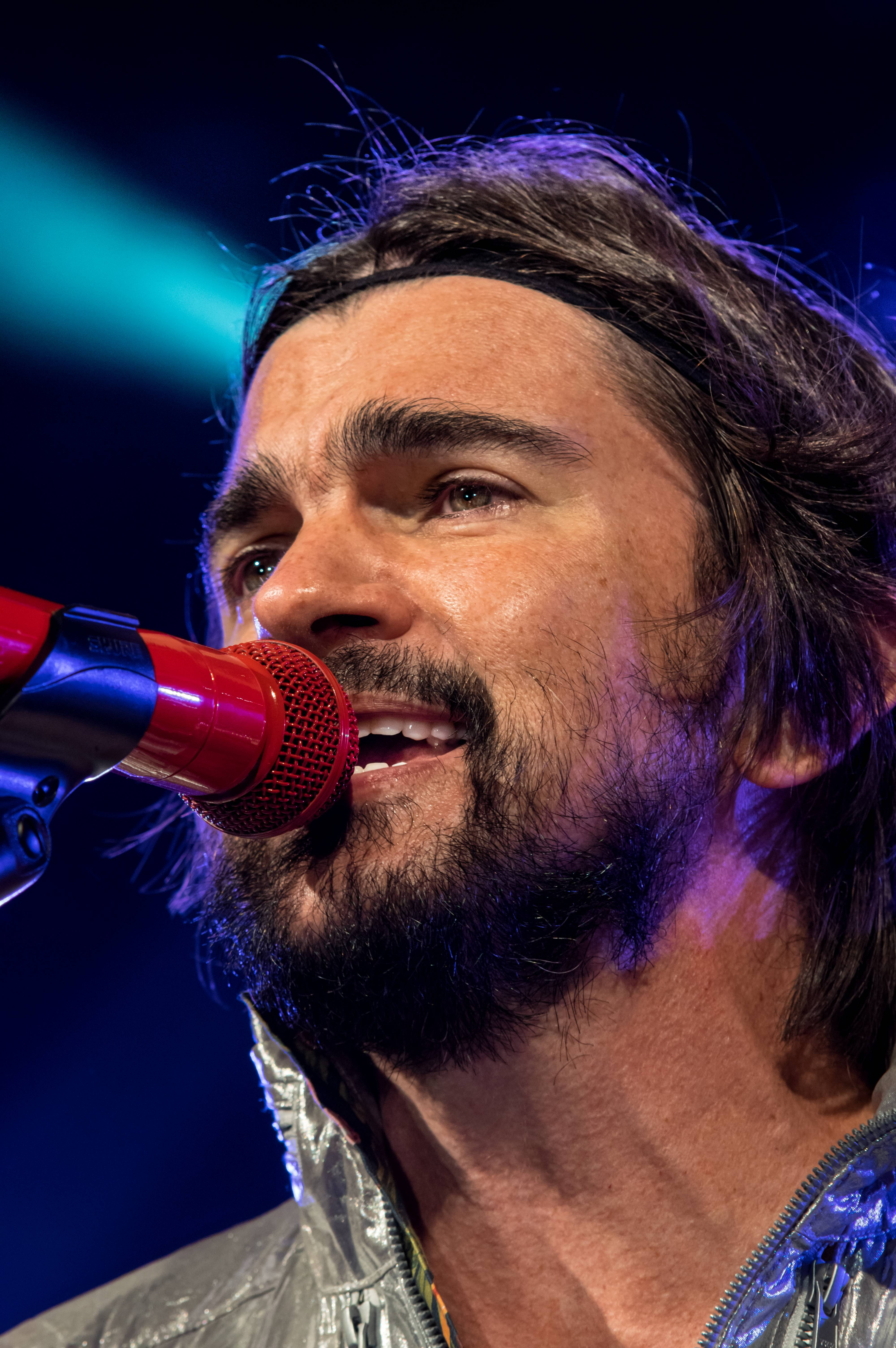
Zelt-Musik-Festival en 2015 à Fribourg-en-Brisgau, Allemagne

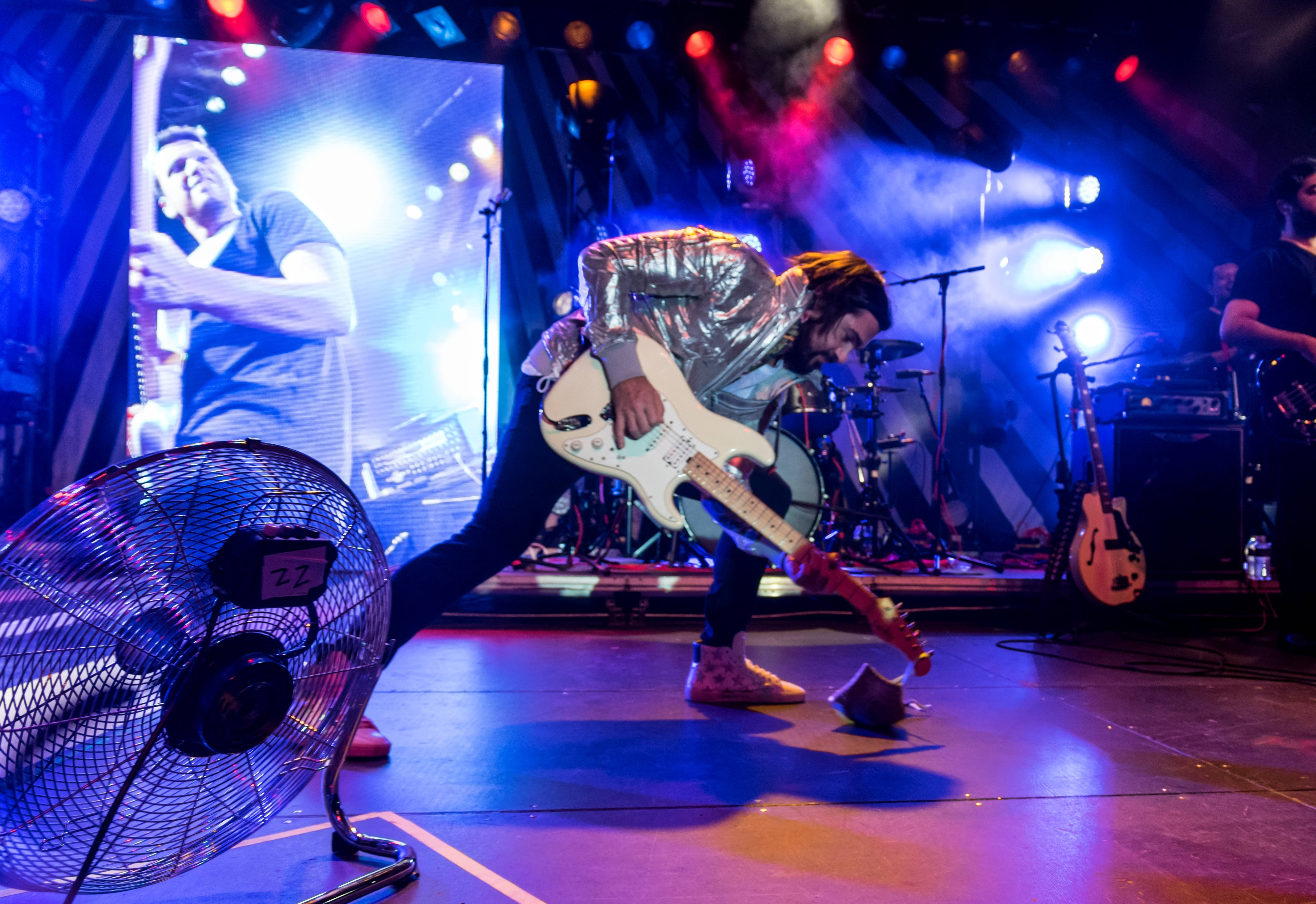
Zelt-Musik-Festival en 2015 à Fribourg-en-Brisgau, Allemagne

Juan Esteban Aristizábal Vásquez, alias Juanes, est un auteur-compositeur-interprète et guitariste colombien, né le 9 août 1972 à Medellín, en Colombie. Son pseudonyme vient de son premier prénom et des deux premières lettres de son second prénom. Dans sa musique, Juanes combine des rythmes colombiens comme la cumbia et le vallenato avec le rock et la pop. Entre 1987 et 1999, Juanes est membre du groupe de heavy metal Ekhymosis. À la dissolution du groupe, Juanes emménage à Los Angeles afin de poursuivre une carrière solo. En 2000, il sort un premier album solo, Fíjate bien, qui a remporté quatre Latin Grammy Awards.
Juanes s'est fait connaître en Colombie et dans le reste de l'Amérique, en utilisant la musique de la Colombie rurale (un mélange de rythmes indigènes, bolivien et hispaniques). Il est aussi connu pour son travail humanitaire, en particulier grâce à une aide pour les victimes colombiennes des mines anti-personnel.

## Biographie

### Début de carrière
Juanes est né le 9 août 1972 à Medellin, dans le département d'Antioquia en Colombie.
Il commence à étudier la musique à l'âge de sept ans. À quinze ans, il forme un groupe de heavy metal : Ekhymosis, au sein duquel il chante et joue de la guitare. Il écrit et compose la majorité des chansons des cinq premiers albums du groupe. Il est membre du groupe pendant douze ans avant de se consacrer à une carrière en solo à partir de 1999.

### Vie privée
Juanes est marié avec l'actrice et mannequin colombienne Karen Martínez. Ils sont parents de deux filles : Luna (née le 6 septembre 2003) et Paloma (née le 2 juin 2005), et d'un garçon : Dante (né le 12 septembre 2009).
Il a écrit pour son aînée une chanson nommée Luna sur Un día normal et pour sa deuxième fille la chanson Tu guardián sur son album Mi sangre.
En 2005, le Los Angeles Times l'a décrit comme « la personnalité la plus importante de la scène musicale hispanique. »
En juillet 2006, Juanes est décoré dans l'ordre des Arts et des Lettres par le ministre de la Culture français.
Juanes chante haut et fort les inégalités de son pays. Il est un artiste engagé. Il a créé sa fondation « Mi sangre » pour lutter contre les mines antipersonnel, aider ceux qui en ont été victimes, ainsi que pour la paix et l'éducation.
Il est cité dans l'affaire des Panama Papers en avril 2016.

### Carrière solo

#### Premier album - Fijate Bien

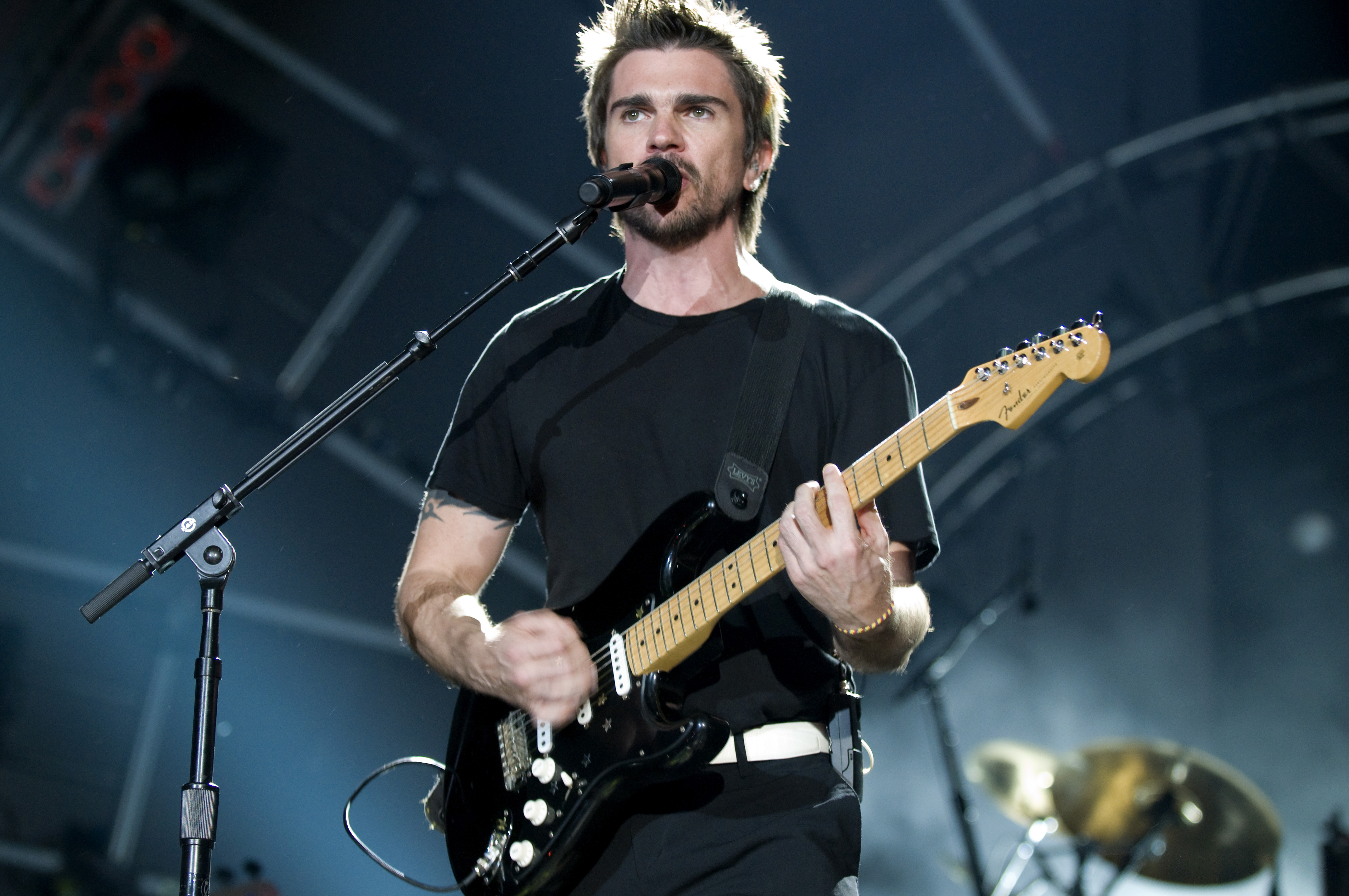
Juanes, en concert en 2008.

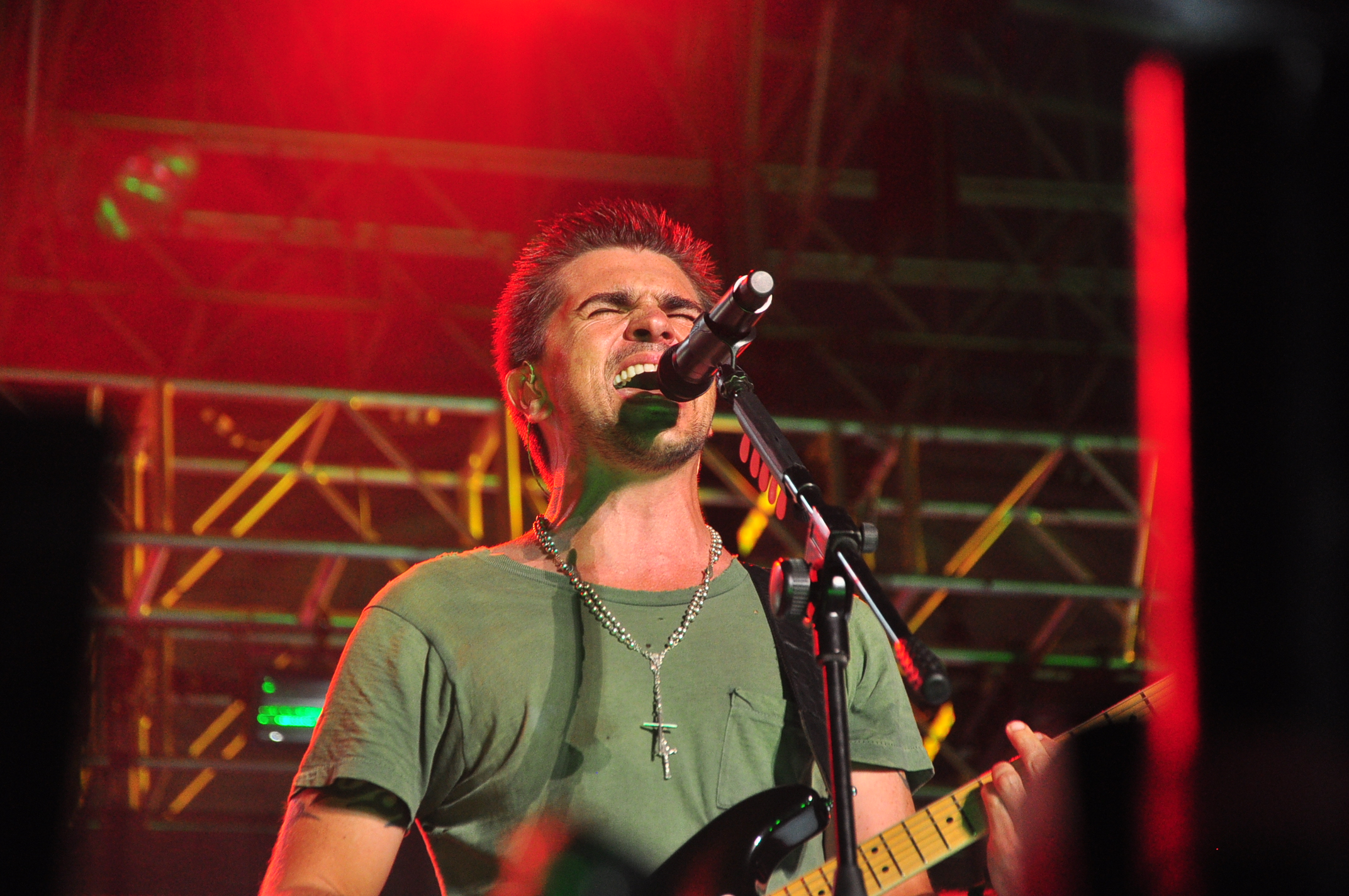
Juanes, en 2010.

En 1999, il s'installe dans la ville de Los Angeles aux États-Unis afin de poursuivre une carrière en solo. En 2000, il sort un premier album Fíjate bien qui mélange cumbia, salsa, rock et funk, celui-ci est réalisé par l'argentin Gustavo Santaolalla. Cet album appartient au genre latin alternatif, en mélangeant plusieurs styles de rythmes latino-américains et des textes traitant de la violence, de conscience sociale et de la perte d'êtres chers. Le titre éponyme de l'album aborde la présence de mines antipersonnel en Colombie.
Juanes reçoit sept candidatures aux Latin Grammy Awards de 2001 et en remporte trois, dont celui du Meilleur Nouvel Artiste de l'année. Le soir même de la remise des prix, Juanes retourne au studio à Los Angeles, pour y enregistrer les maquettes de plus de 40 nouvelles chansons qu'il a écrites et qui forment l'ossature de son deuxième album.
Le 4 janvier 2002, Juanes partage la scène du Apollo Theater de Harlem avec Quincy Jones et Tony Bennett pour la lecture des nominations des 44e Grammy Awards. Son album Fíjate bien est nommé pour le meilleur album alternatif de latin rock lors de cette cérémonie.

#### Deuxième album - A Dios Le Pido
En avril 2002, un premier extrait, intitulé A Dios le pido, de son deuxième album, Un día normal, est envoyé aux radios des États-Unis et d'Amérique latine. Cette chanson est une prière pour la paix demandant à Dieu de bénir et protéger nos familles, nos futurs enfants et tous ceux que nous aimons. Elle devient une sorte d'hymne pour la paix dans le monde latino-américain, devenant numéro un dans douze pays sur trois continents différents. A Dios Le Pido passe 47 semaines consécutives dans le classement Hot Latin Songs du Billboard (la majorité de ce temps étant passée dans le Top 5). En Colombie, la chanson reste plus de quatre mois d'affilée à la première place, faisant voler en éclats les records de passages radios de Shakira et des autres artistes colombiens.
La sortie de son deuxième album Un día normal a lieu le 21 mai 2002. Cet album aborde l'importance des choses pour lesquelles nous vivons : la famille, la spiritualité, l'amour et la passion. Juanes compare l'album à l'aube suivant la nuit noire qu'était Fíjate bien. Il est certifié disque d'or en Colombie le jour même de sa mise en vente. Il obtient également la certification platine, puis multi-platine dans de plusieurs pays tels que la Colombie, le Mexique, l'Espagne et le marché latino-américain des États-Unis. L'album entre directement à la deuxième place du classement Top Latin Albums du Billboard. Un día normal est devenu l'un des albums de chansons originales en langue espagnole le plus vendu dans le monde.
Juanes reçoit trois nominations aux Latin Grammy Award de 2002 et remporte Meilleure chanson rock avec A Dios Le Pido. 

#### Autres albums
Le troisième album de Juanes, Mi sangre, sort en 2004. Cet album contribue à sa popularité en Europe. Il aborde des thèmes comme la violence, l'espoir et l'amour. Il est certifié double platine et écoulé à plus de 300 000 exemplaires en France et plus de 4 millions dans le monde. Cet album devient le meilleur disque du Billboard.
La camisa negra en est le titre phare. Il en sortira également une version remixée au rythme de reggaeton, un second titre A ios le pido étant directement repris par Maria Dolores Pradera. Pourtant, Juanes offre dans Mi sangre des textes engagés comme dans Sueños ou ¿Qué pasa?, dans lesquels il s'interroge sur la nécessité des guerres. La guitare, son instrument de prédilection, domine.
Juanes s'est également produit en concert en honneur des soldats colombiens qui luttent contre le groupe de guérilleros des FARC.
En 2007, il apparaît aux côtés de Nelly Furtado avec laquelle il avait déjà collaboré dans son album Un dia normal sur la chanson Fotografía. La chanson est sortie dans les pays d'Amérique du Sud et sortira en Europe Occidentale courant 2007, elle s'appelle Te Busqué et existe en 2 versions (espagnol et anglo-espagnol). Cette chanson est disponible sur l'album Loose de Nelly Furtado.

En 2008, il sort un album live : La vida... es un ratico (en vivo). En décembre 2010, il sort son 5e album studio : P.A.R.C.E.. C'est une abréviation de parcero, une expression qui signifie « ami ».

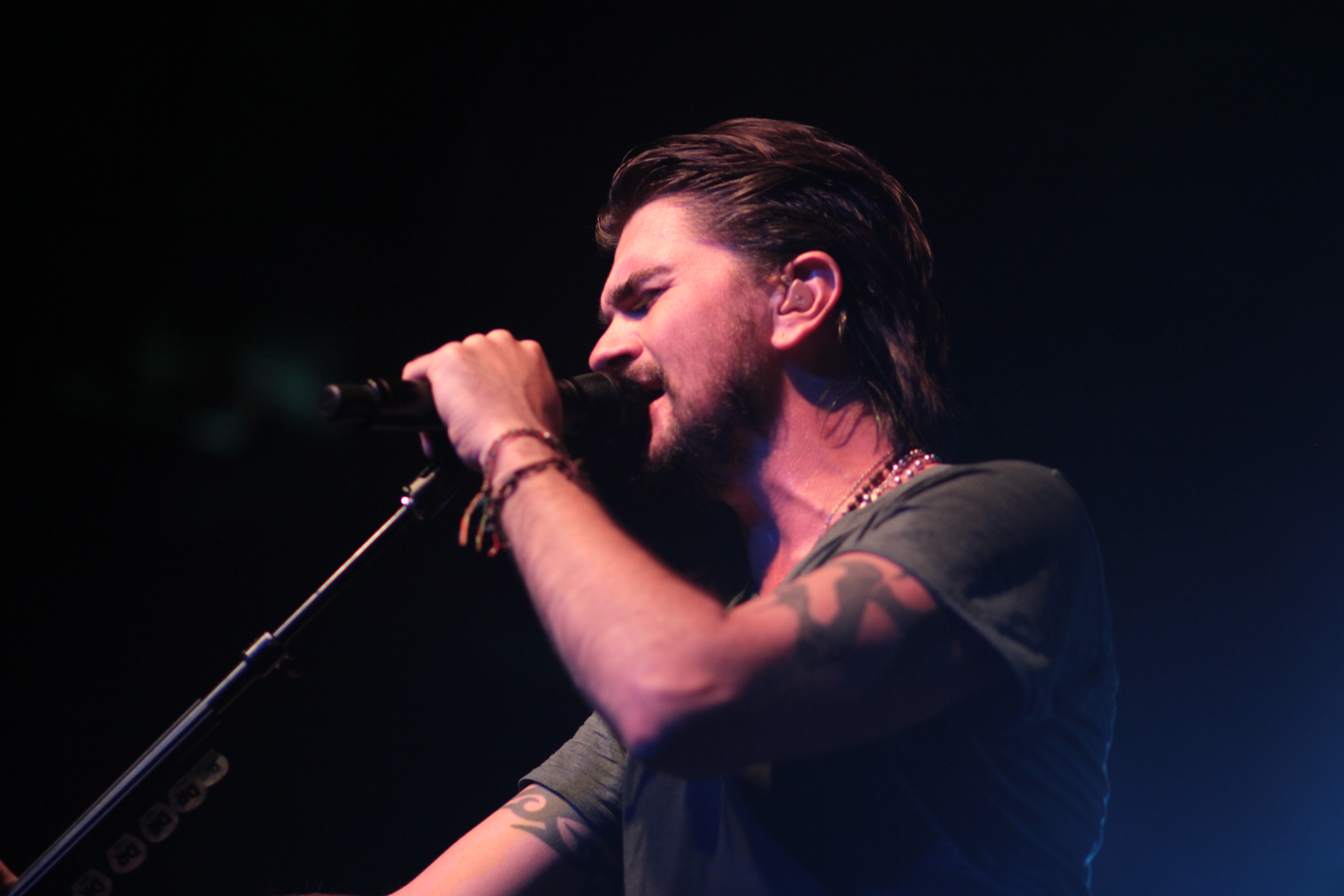
Juanes en tournée en novembre 2012.

Juanes sort en 2012 un album live ; Juanes MTV Unplugged. Il a été enregistré le 1er février à Miami, aux États-Unis lors de l'émission MTV Unplugged.
Son sixième album sort en mars 2014 sous le titre Loco de amor.
Le 20 janvier 2015, il sort le single Juntos (Together), enregistré par Juanes pour la bande originale du film Disney McFarland, USA.
En avril 2018, Juanes participe à une version remixée de Oye Mujer en duo avec le chanteur d'electrocumbia mexicain Raymix.
Le 10 janvier 2019, il sort un single «La plata » avec la participation du chanteur colombien Lalo Ebratt.

### Écrivain
Le 2 avril 2013, Juanes sort son premier livre - une autobiographie - intitulé en espagnol Persiguiendo el sol qui pourrait se traduire comme « À la poursuite du soleil » en français. 
Il y donne un aperçu de sa vie privée et y parle de son enfance, adolescence jusqu'à aujourd'hui en partageant également des photos inédites.

## Influences musicales
Le chanteur est influencé par divers courants musicaux fort différents : Los Visconti (folklore argentin), Carlos Gardel, Octavio Mesa, Led Zeppelin, Silvio Rodríguez, Jimi Hendrix, John Mayer, Eminem, Vicente Fernández, Metallica, Soda Stereo, Serú Girán…

## Discographie

### DVD
- El diario de Juanes (2003)
- Juanes MTV Unplugged (2012)

### Participations
- El Gato Bandido sur l'album Pombo Musical (2008)
- Roto por ti sur l'album Vida (2013) de Draco Rosa

## Distinctions
- Grammy Awards 2009 : Meilleur album latino pop pour La Vida... Es un Ratico
- Grammy Awards 2013 : Meilleur album latino pop pour Juanes MTV Unplugged
- Grammy Awards 2022 : Meilleur album latino rock ou alternative pour Origen
- Grammy Awards 2024 : Meilleur album latino rock ou alternative pour  Vida Cotidiana